# Soulier d'ébène belge
Le Soulier d'ébène récompense le meilleur footballeur africain (ou d'origine africaine) évoluant en Belgique. Cette récompense a été créée par l'asbl African Culture Promotion.
Le jury est composé du sélectionneur national, des entraîneurs des trois divisions nationales, de membres des rédactions sportives du pays (presses écrite et audio-visuelle) ainsi que des membres d'un jury d'honneur.

## Palmarès
| Année | Gagnant            | Nationalité                      | Club               |
| ----- | ------------------ | -------------------------------- | ------------------ |
| 1992  | Daniel Amokachi    | Nigeria                          | FC Bruges          |
| 1993  | Victor Ikpeba      | Nigeria                          | RFC Liège          |
| 1994  | Daniel Amokachi    | Nigeria                          | FC Bruges          |
| 1995  | Godwin Okpara      | Nigeria                          | Eendracht Alost    |
| 1996  | Celestine Babayaro | Nigeria                          | RSC Anderlecht     |
| 1997  | Émile Mpenza       | Belgique                         | Excelsior Mouscron |
| 1998  | Eric Addo          | Ghana                            | FC Bruges          |
| 1999  | Souleymane Oularé  | Guinée                           | RC Genk            |
| 2000  | Hervé Nzelo-Lembi  | République démocratique du Congo | FC Bruges          |
| 2001  | Ahmed Hossam       | Égypte                           | La Gantoise        |
| 2002  | Moumouni Dagano    | Burkina Faso                     | RC Genk            |
| 2003  | Aruna Dindane      | Côte d'Ivoire                    | RSC Anderlecht     |
| 2004  | Vincent Kompany    | Belgique                         | RSC Anderlecht     |
| 2005  | Vincent Kompany    | Belgique                         | RSC Anderlecht     |
| 2006  | Mbark Boussoufa    | Maroc                            | La Gantoise        |
| 2007  | Mohammed Tchité    | Rwanda                           | RSC Anderlecht     |
| 2008  | Marouane Fellaini  | Belgique                         | Standard de Liège  |
| 2009  | Mbark Boussoufa    | Maroc                            | RSC Anderlecht     |
| 2010  | Mbark Boussoufa    | Maroc                            | RSC Anderlecht     |
| 2011  | Romelu Lukaku      | Belgique                         | RSC Anderlecht     |
| 2012  | Dieumerci Mbokani  | République démocratique du Congo | RSC Anderlecht     |
| 2013  | Mbaye Leye         | Sénégal                          | SV Zulte Waregem   |
| 2014  | Michy Batshuayi    | Belgique                         | Standard de Liège  |
| 2015  | Neeskens Kebano    | République démocratique du Congo | RSC Charleroi      |
| 2016  | Sofiane Hanni      | Algérie                          | KV Malines         |
| 2017  | Youri Tielemans    | Belgique                         | RSC Anderlecht     |
| 2018  | Anthony Limbombe   | Belgique                         | Club Bruges KV     |
| 2019  | Mbwana Aly Samatta | Tanzanie                         | KRC Genk           |
| 2020  | Dieumerci Mbokani  | République démocratique du Congo | Royal Antwerp FC   |
| 2021  | Paul Onuachu       | Nigeria                          | KRC Genk           |
| 2022  | Tarik Tissoudali   | Maroc                            | La Gantoise        |
| 2023  | Mike Trésor        | Belgique                         | KRC Genk           |
| 2024  | Kévin Denkey       | Togo                             | Cercle Bruges KSV  |

## Par pays

### Par pays et original
| Country                          | Number of wins | Winning years                                        |
| -------------------------------- | -------------- | ---------------------------------------------------- |
| Belgique                         | 9              | 1997, 2004, 2005, 2008, 2011, 2014, 2017, 2018, 2023 |
| Nigeria                          | 6              | 1992, 1993, 1994, 1995, 1996, 2021                   |
| République démocratique du Congo | 4              | 2000, 2012, 2015, 2020                               |
| Maroc                            | 4              | 2006, 2009, 2010, 2022                               |
| Rwanda                           | 1              | 2007                                                 |
| Ghana                            | 1              | 1998                                                 |
| Guinée                           | 1              | 1999                                                 |
| Égypte                           | 1              | 2001                                                 |
| Burkina Faso                     | 1              | 2002                                                 |
| Côte d'Ivoire                    | 1              | 2003                                                 |
| Sénégal                          | 1              | 2013                                                 |
| Algérie                          | 1              | 2016                                                 |
| Tanzanie                         | 1              | 2019                                                 |
| Togo                             | 1              | 2024                                                 |